# إدارة إيتوري المؤقتة
إدارة إيتوري المؤقتة Ituri Interim Administration هي كيان مؤقت يدير منطقة إيتوري في جمهورية الكونغو الديمقراطية. وقد تأسست في 2003 من قِبل «مفوضية تهدئة إيتوري» بدعم من بعثة الأمم المتحدة في الكونغو الديمقراطي.

## التاريخ
إيتوري، بصفتها كيبالي-إيتوري، كانت محافظة في جمهورية الكونغو الديمقراطية من 1962-1966. وقبل اتخاذ دستور جمهورية الكونغو الديمقراطية الصادر في 2006، كان الوضع القانوني لإيتوري موضع بعض الخلاف. فمنذ بداية حرب الكونغو الثانية في 1998، كان يسيطر عليها جنود قوة دفاع أوغندا الشعبية (UPDF) والفصيل المتمرد المدعوم من رواندا وأوغندا المسمى التجمع من أجل ديمقراطية كونغولية (RCD-ML). وفي يونيو 1999، تجاهل قائد قوات UPDF في الكونغو، الجنرال جيمس كازيني، احتجاجات زعماء RCD-ML وأعاد تشكيل محافظة كيبالي-إيتوري من القطاع الشرقي للمحافظة الشرقية الشمالية الشرقية. ودائماً تقريباً يشار إليها ببساطة باسم «إيتوري». العاصمة كانت بونيا. خلق المحافظة الجديدة تحت قيادة شخص من عرقية هما أسهم في إشعال نزاع إيتوري الحالي، الذي تسبب في آلاف القتلى. معظم رسامي الخرائط الرسميين لم يدرجوا المحافظة الجديدة، وأولئك الذين أشاروا إليها على أنها «محافظة» بدلاً من «منطقة» كان يُنظر إليهم أحياناً على أنهم متحيزون لأوغندا. ومع الدستور الجديد، فإن وضع إيتوري كمحافظة مقترحة تم إقراره.

## الجغرافيا
تقع محافظة إيتوري على نهر إيتوري في الجانب الغربي من بحيرة ألبرت. وتحدها أوغندا والسودان. ويوجد خمس مقاطعات إدارية في المحافظة وهي:
- أرو (6,740 كم2)
- دجوگو (8,184 كم2)
- إيرومو (8,730 كم2)
- ماهاگي (5,221 كم2)
- مامباسا (36,783 كم2)

## الاقتصاد
تقع مناجم كيلو-موتو للذهب في محافظة إيتوري. وفي بداية القرن 21 وجدت احتياطيات للنفط عن طريق هريتدج أويل، وتولو أويل على شواطئ بحيرة ألبرت.

## الحكومة

### الرؤساء، أخر الحكام من 1962-1966
- سبتمبر 1962 - 28 ديسمبر 1966 Jean Foster Manzikala

### حكام كيبالي-إيتوري منذ 1999
- *1999* Adele Lotsoye Mugisa (عيـّنها جيمس كازيني)
- ديسمبر 1999 - مطلع 2001 Ernest Uringi Padolo
- ديسمبر 2001 - نوفمبر 2002 Joseph Eneku
- فبراير 2002 - ؟ Jean-Pierre Mulondo Lonpondo
- أبريل 2003– الحاضر Emmanuel Leku Apuobo

## ديموغرافيا
يتألف سكان إيتوري بصفة أساسية من الألور، هما، لندو، نگيتا، بيرا، وندو-اوكبو. وتقطن مبوتي، الجماعة العرقية الصغيرة، في غابات إيتوري، بالقرب من محمية أوكاپي البرية، بالرغم من قيام بعض أفراد جماعة مبوتي بالقيام بإزالة الغابات، الصيد الجائر، وبعض أعمال العنف في المناطق الحضرية.

## وصلات خارجية
- خريطة إيتوري
- Cautious Calm Settles Over War-scarred Ituri Region, Michael Deibert, Inter Press Service, April 2008